# 7320 Potter
7320 Potter è un asteroide della fascia principale. Scoperto nel 1978, presenta un'orbita caratterizzata da un semiasse maggiore pari a 3,1219764 UA e da un'eccentricità di 0,1966541, inclinata di 4,49781° rispetto all'eclittica.
L'asteroide è dedicato all'astronomo russo Hejno Iogannović Potter.